# U 68 (U-Boot, 1941)
U 68 war ein deutsches U-Boot vom Typ IX C, das im Zweiten Weltkrieg von der deutschen Kriegsmarine eingesetzt wurde.

## Geschichte
Der Bauauftrag für das Boot wurde am 7. August 1939 an die AG Weser in Bremen vergeben. Die Kiellegung erfolgte am 20. April 1940 und der Stapellauf am 22. Oktober 1940. Am 11. Februar 1941 wurde es unter Kapitänleutnant Karl-Friedrich Merten in Dienst gestellt.
U 68 war bis zum 31. Mai 1941 als Ausbildungsboot der 2. U-Flottille (Wilhelmshaven) unterstellt. Danach gehörte es bis zu seiner Versenkung der 2. U-Flottille (Lorient) als Frontboot an. Als Wappen führte das Boot zunächst ein Kartenspielsymbol, das Pik, am Turm. Es wurde während einer Werftliegezeit von einem Werftarbeiter fehlgedeutet und gegen ein dreiblättriges Kleeblatt ersetzt. Diesem wurde nach einem Jahr Dienstzeit des Bootes ein Gefreitenwinkel hinzugefügt.

## Einsatzstatistik
Unter dem Kommando mehrerer Kommandanten absolvierte U 68 während seiner Dienstzeit neun Unternehmungen, auf denen 33 Schiffe mit einer Gesamttonnage von 197.998 BRT versenkt wurden.

### Erste Unternehmung
Das Boot lief am 30. Juni 1941 um 5:00 Uhr von Kiel aus und am 1. August 1941 um 10:02 Uhr in Lorient ein. Auf dieser 33 Tage dauernden und 6.416,5 sm über und 96,3 sm unter Wasser langen Unternehmung in den mittleren Nordatlantik wurden keine Schiffe versenkt oder beschädigt.

### Zweite Unternehmung
Das Boot lief am 11. September 1941 um 20:01 Uhr von Lorient aus und am 25. Dezember 1941 um 10:50 Uhr wieder dort ein. U 68 übernahm am 27./28. September 1941 in der Tarafalbucht (Santo Antão, Kapverden) von U 111 vier G7a-Torpedos und am 2./3. Oktober 1941 von U 67 sieben Torpedos, 55 m³ Kraftstoff und Proviant. U 68 patrouillierte zunächst erfolglos das Seegebiet um Ascension und fuhr dann nach Sankt Helena. Kommandant Merten entschloss sich, in den Hafen von Jamestown einzudringen und zerstörte einen dort liegenden britischen Tanker. Am 14. November 1941 wurde es vom Hilfskreuzer Atlantis erneut mit Kraftstoff und Proviant versorgt. Auf dem Wege zum neuen Operationsgebiet vor Südafrika hörte man von der Versenkung der Atlantis und dass die Besatzung von U 126 an das Z-Schiff Python übergeben worden war. U 68 nahm die erneute Versorgungsmöglichkeit wahr und erreichte die Python am 30. November 1941. Es übernahm diesmal 100 m³ Kraftstoff sowie zwölf Torpedos.
Am nächsten Tag, kurz vor dem Ablegen, wurde auch die Python – wie zuvor die Atlantis – vom britischen Schweren Kreuzer Dorsetshire überrascht und von ihrer eigenen Besatzung versenkt. U 68 nahm 104 Überlebende an Bord und trat zusammen mit U A die Heimfahrt an. Am 16. Dezember 1941 konnten 60 Mann an das italienische U-Boot Enrico Tazzoli abgegeben werden.
Auf dieser 114 Tage dauernden (17.481 sm über und 119 sm unter Wasser) langen Unternehmung in den Mittelatlantik, um die Kapverden sowie in den Südatlantik mit Abstechern zu den Inseln Ascension und St. Helena wurden vier Schiffe mit zusammen 23.659 BRT versenkt.
- 22. September 1941: Versenkung des britischen Motorschiffes Silverbelle (Lage) mit 5.302 BRT. Das Schiff wurde durch zwei Torpedos versenkt. Es hatte 6.000 t Phosphate nebst Palmöl, Kupfer, Kakaobohnen sowie drei Passagiere an Bord und befand sich auf dem Weg von Durban über Freetown nach Liverpool. Es gab keine Verluste und 57 Überlebende.
- 22. Oktober 1941: Versenkung des britischen Tankers Darkdale (Lage) mit 8.145 BRT. Der Tanker wurde durch vier Torpedos versenkt. Er hatte 3.000 t Heizöl, 850 t Flugbenzin sowie 500 t Diesel- und Schmieröl geladen und lag im Hafen von Jamestown (St. Helena). Es gab 41 Tote und acht Überlebende.
- 28. Oktober 1941: Versenkung des britischen Dampfers Hazelside (Lage) mit 5.297 BRT. Der Dampfer wurde durch vier Torpedos versenkt. Er hatte 3.476 t Stück- und Militärgut geladen und befand sich auf dem Weg von Cardiff über Durban nach Alexandria. Es gab zwei Tote und 44 Überlebende.
- 1. November 1941: Versenkung des britischen Motorschiffes Bradford City (Lage) mit 4.953 BRT. Das Schiff wurde durch drei Torpedos versenkt. Er hatte 9.500 t Zucker geladen und war auf dem Weg von Port Louis über Kapstadt und Freetown nach Großbritannien.

### Dritte Unternehmung
Das Boot lief am 11. Februar 1942 um 18:00 Uhr von Lorient aus und am 13. April 1942 um 9:15 Uhr wieder dort ein. Auf dieser 60 Tage dauernden Unternehmung legte das Boot 10.985 sm über und 237 sm unter Wasser zurück. Im Verlauf dieser Unternehmung in den Mittelatlantik und vor der westafrikanischen Küste versenkte Kommandant Merten sieben Schiffe mit insgesamt 39.350 BRT.
- 3. März 1942: Versenkung des britischen Dampfers Helenus (Lage) mit 7.366 BRT. Der Dampfer wurde durch zwei Torpedos versenkt. Er hatte 4.248 t Kautschuk, 1.350 t Kupfer sowie zwei Passagiere an Bord und befand sich auf dem Weg von Penang über Kapstadt (Südafrika) und Freetown (Sierra Leone) nach Liverpool. Es gab sechs Tote und 76 Überlebende.
- 8. März 1942: Versenkung des britischen Dampfers Baluchistan (Lage) mit 6.992 BRT. Der Dampfer wurde durch drei Torpedos und Artillerie versenkt. Er hatte 8.000 t Datteln, Stückgut sowie fünf Passagiere an Bord und befand sich auf dem Weg von Basra über Kapstadt (Südafrika) nach Großbritannien. Es gab drei Tote und 68 Überlebende.
- 16. März 1942: Versenkung des britischen Dampfers Baron Newlands (Lage) mit 3.386 BRT. Der Dampfer wurde durch einen Torpedo versenkt. Er hatte 4.800 t Manganerz geladen und war auf dem Weg von Takoradi nach Freetown (Sierra Leone). Es gab 18 Tote und 20 Überlebende.
- 17. März 1942: Versenkung des britischen Dampfers Ile de Batz (Lage) mit 5.755 BRT. Der Dampfer wurde durch einen Torpedo und Artillerie versenkt. Er hatte 6.605 t Reis sowie Stückgut geladen und befand sich auf dem Weg von Rangoon über Kapstadt (Südafrika) nach Großbritannien. Es gab vier Tote und 39 Überlebende.
- 17. März 1942: Versenkung des britischen Motorschiffes Scottish Prince (Lage) mit 4.917 BRT. Das Schiff wurde durch zwei Torpedos und Artillerie versenkt. Er hatte 6.000 t Palmkerne, 900 t Roheisen sowie 600 t Rizinussamen geladen und befand sich auf dem Weg von Kalkutta über Kapstadt (Südafrika) und Freetown (Sierra Leone) nach Großbritannien. Es gab einen Toten und 38 Überlebende.
- 17. März 1942: Versenkung des britischen Dampfers Allende (Lage) mit 5.081 BRT. Der Dampfer wurde durch zwei Torpedos versenkt. Er hatte 7.700 t Stückgut geladen und war auf dem Weg von Kalkutta (Indien) und Sandheads über Kapstadt (Südafrika) und Freetown (Sierra Leone) nach Großbritannien. Es gab sechs Tote und 33 Überlebende.
- 30. März 1942: Versenkung des britischen Motorschiffes Muncaster Castle (Lage) mit 5.853 BRT. Das Schiff wurde durch drei Torpedos versenkt. Er hatte 3.000 t Militärausrüstung, LKWs sowie 265 Passagiere an Bord und befand sich auf dem Weg von Glasgow über Freetown (Sierra Leone) und Kapstadt (Südafrika) nach Colombo. Fünf Besatzungsmitglieder und 19 Passagiere wurden getötet, 82 Besatzungsmitglieder und 246 Passagiere wurden gerettet.

### Vierte Unternehmung
Das Boot lief am 14. Mai 1942 um 20:00 Uhr von Lorient aus und am 10. Juli 1942 um 13:10 Uhr wieder dort ein. U 68 wurde am 17. Mai 1942 in El Ferrol (Spanien) mit 13 m³ Treiböl versorgt. Auf dieser 57 Tage dauernden Unternehmung legte das Boot 11.490 sm über und 189 sm unter Wasser zurück. Auf dieser Unternehmung im Westatlantik und in der Karibik versenkte Kommandant Merten sieben Schiffe mit insgesamt 50.898 BRT. Als er seine Versenkungen meldete, wurde er per Funk über die Verleihung des Ritterkreuzes informiert.
- 5. Juni 1942: Versenkung des US-amerikanischen Tankers L. J. Drake mit 6.693 BRT. Der Tanker wurde durch drei Torpedos versenkt. Er hatte 72.961 Barrel Benzin geladen und befand sich auf dem Weg von Aruba nach San Juan. Es war ein Totalverlust mit 42 Toten.
- 6. Juni 1942: Versenkung des panamaischen Tankers C.O. Stillman (Lage) mit 16.436 BRT. Der Tanker wurde durch zwei Torpedos versenkt. Er hatte Heizöl geladen und befand sich auf dem Weg von Aruba nach New York. Es gab drei Tote und 55 Überlebende.
- 10. Juni 1942: Versenkung des britischen Motorschiffes Ardenvohr (Lage) mit 5.025 BRT. Das Schiff wurde durch einen Torpedo versenkt. Es hatte 8.900 t Munition, Panzer sowie Stückgut geladen und befand sich auf dem Weg von New York und Hampton Roads über Panama nach Sydney und Melbourne. Es gab einen Toten und 53 Überlebende.
- 10. Juni 1942: Versenkung des britischen Dampfers Surrey (Lage) mit 8.581 BRT. Der Dampfer wurde durch zwei Torpedos versenkt. Er hatte 9.180 t Munition, Panzer und Stückgut geladen und befand sich auf dem Weg von New York und Hampton Roads über Panama nach Sydney (Australien). Es gab zwölf Tote und 55 Überlebende. Als er das langsame Sinken des Schiffes beobachtete, bemerkte Kommandant Merten, dass sich die Besatzungsmitglieder der Surrey in ihren Rettungsbooten sehr bemühten, sich auffällig schnell von der Versenkungsstelle zu entfernen. Er ließ einen Überlebenden aufnehmen, der aussagte, die Surrey habe 5.000 t Dynamit geladen. Kurze Zeit später explodierte der britische Dampfer. Die Detonation hob U 68 vollständig aus dem Wasser. Die Maschinen und der Kreiselkompass des Bootes fielen aus, sämtliche Armaturengläser gingen zu Bruch und die Besatzung von U 68 hatte kurzzeitig den Eindruck, torpediert worden zu sein.[3]
- 10. Juni 1942: Versenkung des britischen Motorschiffes Port Montreal (Lage) mit 5.882 BRT. Das Schiff wurde durch einen Torpedo versenkt. Es hatte 7.500 t Munition und 14 Flugzeuge geladen und befand sich auf dem Weg von Halifax und Hampton Roads über Panama nach Melbourne (Australien). Es gab keine Verluste und 45 Überlebende.
- 15. Juni 1942: Versenkung des französischen Tankers Frimaire mit 9.242 BRT. Der Tanker hatte eine unbekannte Ladung (wahrscheinlich Öl oder Treibstoff) und war auf dem Weg von Aruba nach Covenas.
- 23. Juni 1942: Versenkung des panamaischen Tankers Arriaga (Lage) mit 2.469 BRT. Der Tanker wurde durch drei Torpedos versenkt. Er hatte 100 t Stückgut sowie 2.000 Barrel Süßwasser geladen und befand sich auf dem Weg von Baltimore nach Aruba. Es gab einen Toten und 24 Überlebende.

### Fünfte Unternehmung
Das Boot lief am 20. August 1942 um 19:05 Uhr von Lorient aus und am 6. Dezember 1942 um 10:00 Uhr wieder dort ein. U 68 wurde vom 22. bis zum 23. September 1942 von U 459 mit 106 t Brennstoff und Proviant versorgt. Am 22. November 1942 wurde an U 505 Material für Reparaturen abgegeben, und am 30. November 1942 an U 513 Ersatzteile. Auf dieser 108 Tage dauernden und 17.254 sm über und 553 sm unter Wasser langen Unternehmung in den Südatlantik bei der Insel Ascension sowie vor Südafrika und Kapstadt wurden neun Schiffe mit zusammen 56.330 BRT versenkt.
- 12. September 1942: Versenkung des britischen Motorschiffes Trevilley (Lage) mit 5.296 BRT. Das Schiff wurde durch einen Torpedo und Artillerie versenkt. Er hatte 6.000 t Stück- und Militärgut geladen und befand sich auf dem Weg von Middlesbrough und Oban nach Kapstadt (Südafrika) und Beira. Das Schiff gehörte zum aufgelösten Konvoi OS-38 mit 31 Schiffen. Es gab zwei Tote und 51 Überlebende.
- 15. September 1942: Versenkung des niederländischen Dampfers Breedijk (Lage) mit 6.861 BRT. Der Dampfer wurde durch einen Torpedo versenkt. Er hatte 7.700 t Stückgut geladen und war auf dem Weg von Kalkutta über die Tafelbucht in Südafrika nach Freetown in Sierra Leone. Es gab zwei Tote und 50 Überlebende.
- 8. Oktober 1942: Versenkung des griechischen Dampfers Koumoundouros mit 3.598 BRT. Der Dampfer wurde durch zwei Torpedos versenkt. Er hatte 5.539 t Mais geladen und war auf dem Weg von Rosario über die Tafelbucht in Südafrika nach Buenos Aires. Es gab fünf Tote und 26 Überlebende.
- 8. Oktober 1942: Versenkung des niederländischen Dampfers Gaasterkerk (Lage) mit 8.679 BRT. Der Dampfer wurde durch drei Torpedos versenkt. Er fuhr in Ballast und war auf dem Weg von Alexandria, Aden und Kapstadt (Südafrika) nach New York. Es gab keine Verluste und 64 Überlebende.
- 8. Oktober 1942: Versenkung des US-amerikanischen Tankers Swiftsure (Lage) mit 8.207 BRT. Der Tanker wurde durch einen Torpedo versenkt. Er hatte 70.000 Barrel Dieselöl geladen und war auf dem Weg von Abadan nach Kapstadt (Südafrika). Es gab keine Verluste und 31 Überlebende.
- 8. Oktober 1942: Versenkung des britischen Dampfers Sarthe (Lage) mit 5.271 BRT. Der Dampfer wurde durch zwei Torpedos versenkt. Er hatte 6.000 t Bauxit sowie Holz geladen und befand sich auf dem Weg von Port Said, Aden und Lourenco Marques (Mosambik) nach Rio de Janeiro und Buenos Aires (Argentinien). Es gab keine Verluste und 57 Überlebende.
- 9. Oktober 1942: Versenkung des US-amerikanischen Dampfers Examelia (Lage) mit 4.981 BRT. Der Dampfer wurde durch einen Torpedo versenkt. Er hatte 5.778 t Chromerz, Jute und Stückgut geladen und befand sich auf dem Weg von Colombo (Sri Lanka) nach Kapstadt (Südafrika). Es gab elf Tote und 51 Überlebende.
- 9. Oktober 1942: Versenkung des belgischen Dampfers Belgian Fighter (Lage) mit 5.403 BRT. Der Dampfer wurde durch zwei Torpedos versenkt. Er hatte 2.500 t Manganerz geladen und befand sich auf dem Weg von Aden (Jemen) über Kapstadt (Südafrika) nach New York. Es gab fünf Tote und 46 Überlebende.
- 6. November 1942: Versenkung des britischen Dampfers City of Cairo (Lage) mit 8.034 BRT. Der Dampfer wurde durch zwei Torpedos versenkt. Er hatte 7.422 t Hölzer, Eisen, Wolle sowie 101 Passagiere an Bord und befand sich auf dem Weg von Bombay über Durban (Südafrika) und Kapstadt (Südafrika) über Recife nach Großbritannien. 82 Besatzungsmitglieder und 22 Passagiere wurden getötet, 128 Besatzungsmitglieder und 79 Passagiere wurden gerettet.

### Sechste Unternehmung
Das Boot lief am 3. Februar 1943 um 16:00 Uhr von Lorient aus und am 7. Mai 1943 um 15:30 Uhr dort wieder ein. U 68 wurde am 24. April 1943 von U 117 mit 25 m³ Brennstoff und Proviant versorgt. Auf dieser 94 Tage dauernden und 11.051 sm über und 1.433 sm unter Wasser langen Unternehmung in den Westatlantik und die westliche Karibik wurden zwei Schiffe mit zusammen 10.186 BRT versenkt.
- 13. März 1943: Versenkung des niederländischen Dampfers Ceres (Lage) mit 2.680 BRT. Der Dampfer wurde durch drei Torpedos versenkt. Er hatte 3.386 t Stückgut geladen und befand sich auf dem Weg von New York über Guantanamo Bay und Curacao nach Paramaribo. Das Schiff gehörte zum Konvoi GAT-49. Es gab zwei Tote und 35 Überlebende.
- 13. März 1943: Versenkung des US-amerikanischen Tankers Cities Service Missouri (Lage) mit 7.506 BRT. Der Tanker wurde durch zwei Torpedos versenkt. Er fuhr in Ballast und war auf dem Weg von New York nach Aruba. Das Schiff gehörte zum Konvo GAT-49. Es gab zwei Tote und 52 Überlebende.

Am 2. April 1943 um 16:06 Uhr wurde das Boot von einer Martin PBM Mariner (Flugzeug: P-6, Einheit: VP-204) mit drei Bomben leicht beschädigt.

### Siebente Unternehmung
Das Boot lief am 13. Juni 1943 um 21:00 Uhr von Lorient aus und am 16. Juni 1943 um 14:45 Uhr wieder dort ein. Das Boot verlor bei einem Fliegerangriff in der Biscaya den Kommandanten und drei Mann durch Verletzung, ein Mann war über Bord gegangen. Nach Konsultation des Arztes von U 155 wurde die Fahrt abgebrochen. Auf dieser vier Tage dauernden Unternehmung in die Biscaya wurden keine Schiffe versenkt oder beschädigt.

### Achte Unternehmung
Das Boot lief am 1. August 1943 um 19:50 Uhr von Lorient aus und am 23. Dezember 1943 um 12:26 Uhr wieder dort ein. U 68 kehrte am 3. August 1943 zum Einbau eines Funkmessbeobachtungsgerätes (FuMB) der Firma Hagenuk wieder nach Lorient zurück und lief am 14. August 1943 um 19:20 Uhr erneut wieder aus. Beim Tieftauchversuch riss eine Schweißnaht und das Boot lief am 15. August 1943 um 20:43 Uhr wieder ein. Es lief nun endgültig am 8. September 1943 um 19:00 Uhr von Lorient aus. Es wurde am 29. September 1943 von U 488 mit 41,8 m³ Brennstoff und Proviant versorgt. Auf dieser 106 Tage dauernden und zirka 10.830 sm über und 2.375 sm unter Wasser langen Unternehmung in den Mittelatlantik westlich der Azoren und Westafrika wurden drei Schiffe mit insgesamt 17.116 BRT und ein Hilfs-U-Boot-Jäger mit 545 BRT versenkt.
- 21. Oktober 1943: Versenkung des britischen Hilfs-U-Boot-Jägers HMS Orfasay (Lage) mit 545 BRT. Das Schiff wurde durch einen Torpedo versenkt.
- 22. Oktober 1943: Versenkung des norwegischen Tankers Litiopa (Lage) mit 5.356 BRT. Der Tanker wurde durch Artillerie versenkt. Er fuhr in Ballast und war auf dem Weg von Lagos nach Freetown (Sierra Leone). Es gab keine Verluste und 35 Überlebende.
- 31. Oktober 1943: Versenkung des britischen Dampfers New Columbia (Lage) mit 6.574 BRT. Der Dampfer wurde durch zwei FAT-I-Torpedos versenkt. Er hatte 1.500 t Kupfer, 2.500 t Baumwolle, 350 t Palmöl, 600 t Bier, 100 ts Palmkerne, 100 t Reis, 350 t Cobalterz und Post geladen und befand sich auf dem Weg von Matadi und Libreville nach Lagos. Es gab keine Verluste und 84 Überlebende.
- 30. November 1943: Versenkung des französischen Dampfers Fort de Vaux mit 5.186 BRT. Der Dampfer wurde durch vier Torpedos versenkt. Er hatte 5.800 t Kaffee, Baumwolle sowie Palmöl geladen und befand sich auf dem Weg von Takoradi nach Freetown (Sierra Leone). Es gab keine Verluste und 61 Überlebende.

### Neunte Unternehmung
Das Boot lief am 22. März 1944 um 18:30 Uhr von Lorient aus; wegen Schäden lief es am 23. März 1944 wieder in Lorient ein und am 27. März 1944 wieder aus. U 68 wurde am 10. April 1944 im Atlantik versenkt. Es wurde vor seiner Versenkung noch einmal von U 488 versorgt. Auf dieser 17 Tage dauernden Unternehmung in den Mittelatlantik und Westafrika wurden keine Schiffe versenkt oder beschädigt.

## Verbleib
Das Boot wurde am Morgen des 10. April 1944 im Mittelatlantik gegen 6 Uhr früh von Flugzeugen des US-Geleitflugzeugträgers Guadalcanal über Bordradar entdeckt. Sie griffen das U-Boot nordwestlich der Insel Madeira mit Wasserbomben und Raketen an. Beteiligt waren eine F4F Wildcat- und zwei TBF Avenger-Maschinen der Squadron VC-58. Es konnten zwei Explosionen beobachtet werden, eine auf dem Deck und eine unter Wasser. Es war anzunehmen, dass dies tödlich für das Boot war. Zwei Stunden später trafen Barkassen am Einsatzort ein. Sie fanden vier Luftflaschen, die geborgen wurden. Diese sahen sehr gut aus, als wenn sie nicht an Deck verstaut gewesen wären. Im Wasser treibend wurden zwei Seeleute entdeckt, aber nur einer davon lebte noch und wurde an Bord geholt. Später nahm die Flaherty den toten Seemann und andere Ausrüstung an Bord. Gefunden wurden verschiedene Körperteile, Jacken, Hosen, Kissen, Öl usw., so dass anzunehmen war, dass das U-Boot tödlich getroffen wurde.
Der Überlebende war in schlechter Verfassung, da er einige Zeit im Wasser getrieben war. An Bord erholte er sich aber schnell und konnte dann verhört werden. Er gab an, zum Zeitpunkt des Angriffs an der Flak an Deck gewesen zu sein. Eine Explosion hätte ihn ins Meer geworfen. Die anderen 56 Besatzungsmitglieder wurden getötet. Das Boot sank auf der Position 33° 24′ N, 18° 59′ W im Marine-Planquadrat DH 2464.